# Повесть о Габрокоме и Антии
«По́весть о Габроко́ме и А́нтии» (известная также как «Эфесская повесть о Габрокоме и Антии», «Эфесская повесть» или «Эфесские повести») — греческий роман Ксенофонта Эфесского, по косвенным признакам относящийся ко II веку н. э.

## Сюжет

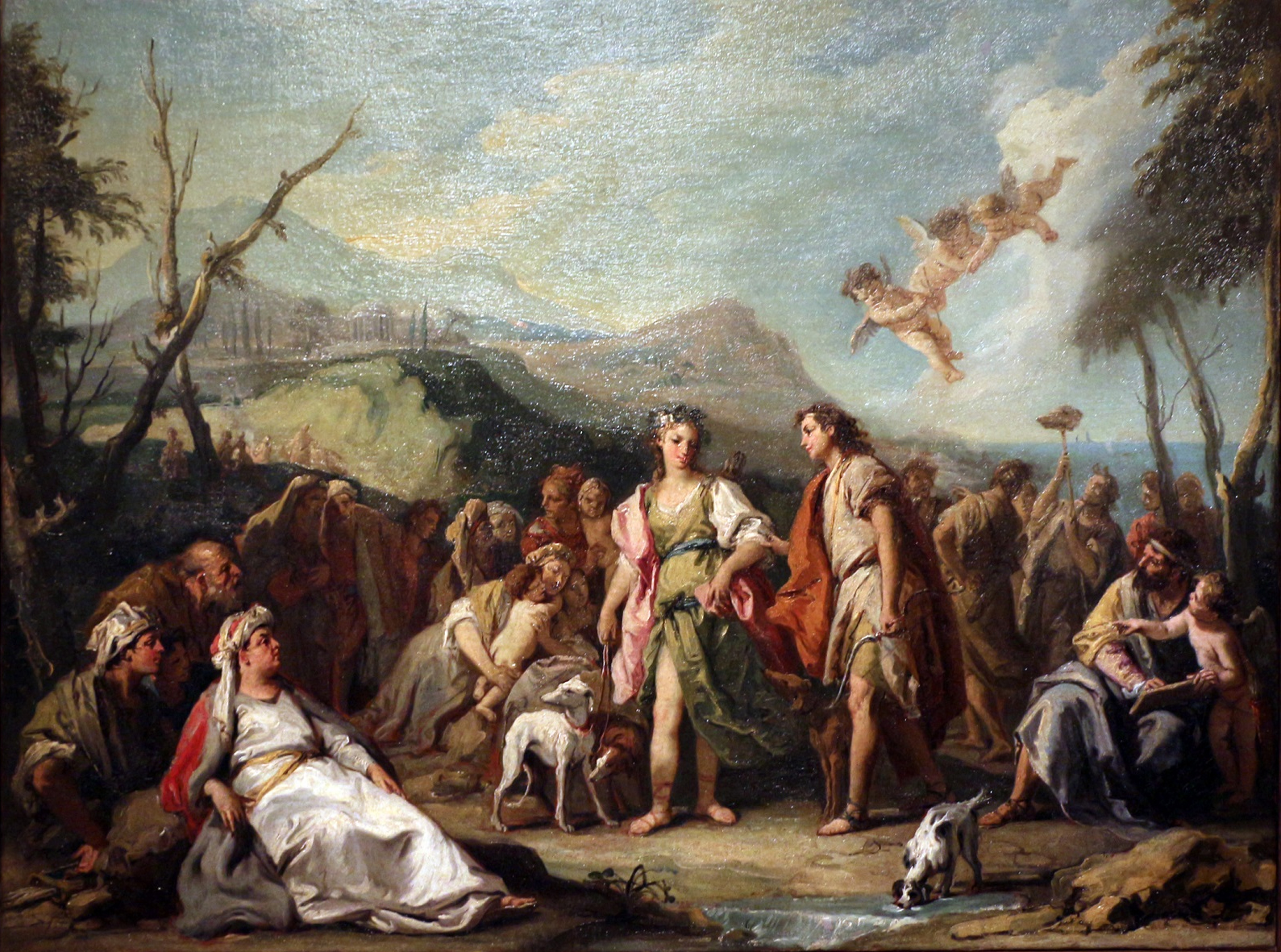
Встреча Антии и Габрокома на празднике Дианы (картина Тьеполо)

Дети знатных эфесских граждан, 16-летний Габроком и 14-летняя Антия, отличаются необыкновенной красотой. Юноша гордо и насмешливо отвергает власть всемогущего бога Эрота и навлекает на себя его гнев. Встретившись по воле божества на празднике в честь богини Артемиды с прекрасной Антией, Габроком влюбляется в неё с первого взгляда. Красота Габрокома также поражает в самое сердце Антию, и они оба, скрывая от родных и близких свою любовь, заболевают от избытка чувств. Родители в волнении обращаются за разъяснением к оракулу и узнают о дальнейшей судьбе своих детей. Они должны пожениться, но им придется претерпеть много бед и страданий, перенести разлуку, победить тяжелые препятствия и, сохранив любовь и верность друг другу, наконец, вновь счастливо соединиться. Родители, сыграв свадьбу, торопятся отправить молодых путешествовать, чтобы тем самым, идя навстречу неумолимому року, они могли бы скорее перенести неизбежные страдания и прийти к счастливому концу. Молодая чета вместе с преданными рабами Левконом и Родой начинает своё путешествие. Грозное пророчество оракула сразу же начинает осуществляться: Габроком и Антия вместе с остальными терпят кораблекрушение; на них нападают пираты и захватывают их в плен.
Начинается длинный ряд приключений, где красота молодой четы служит для них источником страданий. То в них влюбляются разбойники и пытаются их соблазнить, то дочь Апсирта, предводителя пиратов, Манто стремится увлечь Габрокома, но отвергнутая Габрокомом, клевещет на него, и Габрокома, избитого, бросают в тюрьму. Манто выходит замуж за Мирида[кто?] и увозит с собой как рабыню Антию с преданными ей Левконом и Родой. Антия подвергается всяческим притеснениям со стороны Манто, а когда в неё влюбляется хозяин Мирид, то Манто сначала хочет её убить, а затем продает как рабыню ликийским купцам. Опять Антия попадает в кораблекрушение, опять её захватывают разбойники во главе с предводителем Гиппотоем.
Антия претерпевает множество злоключений. Сначала её хотят принести в жертву богу Аресу, но её освобождает благородный полководец Перилай, разбивший разбойников и влюбившийся в Антию тотчас же. Он хочет жениться на Антии и увозит её, полную отчаяния, в город Тарс. Антия готова скорее покончить с собой, чем выйти замуж за Перилая, и умоляет врача Евдокса помочь ей. Евдокс за большие деньги обещает дать Антии смертельный яд, который она и принимает в день свадьбы. Но это был всего лишь снотворный порошок, и Антия, мгновенно погрузившись в глубокий сон, падает как бы замертво. Её принимают за умершую и хоронят в склепе, положив вместе с ней разные драгоценности. Разбойники раскрывают её могилу, чтобы забрать драгоценности; появляясь как раз в то время, когда Антия приходит в чувство, они забирают её вместе с собой.
В это время Апсирт, отец Манто, оклеветавшей Габрокома, узнает об его невиновности, освобождает его из тюрьмы и, щедро наградив, отпускает. Габроком тотчас же отправляется на поиски Антии. По дороге Габроком встречает разбойника Гиппотоя посла разгрома его шайки, они отправляются дальше уже вместе и рассказывают друг другу о своей жизни. Постепенно Гиппотой вновь собирает вокруг себя шайку и Габроком из рассказа старухи Хрисион узнает о судьбе Антии. Он немедленно покидает Гиппотоя, чтобы отыскать хотя бы тело Антии.
Антию, проданную разбойниками, покупает, пленившись её красотой, индийский царь Псаммид и хочет сделать её своей наложницей, но Антия прибегает к покровительству богини Исиды и выпрашивает у Псаммида год отсрочки. Во время пути Псаммида в Индию на границе Эфиопии на него нападает Гиппотой со своей шайкой, убивает Псаммида, а Антию забирает в плен, но не узнает её. Один из шайки Гиппотоя, влюбившись в Антию, хочет овладеть ею, но нечаянно натыкается на меч и умирает. Разбойники, считая Антию виновной в смерти их товарища, в наказание бросают её в яму, куда помещают двух свирепых собак и, закрыв яму тяжелыми бревнами, ставят стражу. Разбойник Амфином, который любит Антию, пожалев её, потихоньку ежедневно досыта кормит псов, и те её не трогают. В конце концов разбойники, считая Антию мертвой, оставляют её в яме и направляются далее в Египет. Амфином освобождает Антию, и они вместе приходят в город Копт.
Шайку Гиппотоя разбивает по приказу префекта Египта красивый и храбрый Полиид, но сам Гиппотой опять ускользает от преследования. Разбойника Амфинома встречают на улице его бывшие товарищи, ранее попавшие в плен, и выдают его вместе с Антией Полииду. Полиид влюбляется в Антию, а жена его, ревнуя к Антии, приказывает рабу переправить её в Италию и там продать своднику, что тот и выполняет. Антия притворяется больной падучей болезнью, и сводник продает её Гиппотою, который также оказался в Италии. Гиппотой после того, как его шайка была разбита, женился на богатой старухе и, быстро овдовев, отправился в Италию, чтобы купить красивых рабов и отыскать там Габрокома, которого он полюбил, чтобы разделить с ним своё богатство, полученное в наследство.
Габроком в поисках Антии попал в Египет, где египетские пастухи, схватив, продали его в рабство воину Араксу. Распутная жена Аракса — Кюно, пленившись красотой Габрокома, преследует его своей любовью. Габроком в отчаянии готов уступить её домогательствам, но Кюно, чтобы быть свободной, убивает своего мужа Аракса, и тогда Габроком в ужасе от неё отказывается. Кюно в ярости обвиняет Габрокома в убийстве Аракса, и юношу ведут к префекту Египта, в Александрию. Габрокома приговаривают к смерти на кресте, но дважды божество спасает невинного Габрокома от смерти, и тогда префект, разобрав это дело, убеждается в его невиновности и отпускает его на свободу. После долгих препятствий Габроком попадает сначала в Сицилию, а затем и в Италию, где в храме Гелиоса он в конце концов встречается с Антией, с Гиппотоем — верным другом и с Левконом и Родой — верными рабами, теперь богатыми и свободными людьми, готовыми отдать все имущество своим господам — Габрокому и Антии. Все возвращаются в Эфес и счастливо живут там до самой своей смерти.

## Особенности
В отличие от более раннего романа Харитона, роман Ксенофонта никак не зависит от историографической традиции, но зато зависит от традиции географической. В нём можно видеть множество географических описаний и названий, а герои постоянно переезжают с места на место, совершая путешествия, часто не вызываемые никакими обстоятельствами.
У Ксенофонта бросается в глаза неравномерность изложения. Есть предположение, что роман был написан в десяти книгах, но до нас дошло лишь пять, представляющих собой извлечение из Ксенофонта. Проводивший это сокращение был, по-видимому, не слишком опытен и искусен в такой работе, в результате чего получилось большое несоответствие между книгами, как по объёму, так и по художественности изложения. Многие приключения изложены конспективно и поэтому часто нарушается пропорциональность в частях романа, появляются непонятные лакуны или неоправданные вставки. Е. А. Беркова считает вероятным, что вследствие неумелого сокращения в романе оказалось много несвязного и в самом сюжете — появилось много непонятных поступков героев. Впрочем, И. А. Протопопова отмечает, что большинство современных учёных гипотезу эпитомирования отвергает.
Композиция романа осложнена рядом вставных эпизодов, передаваемых автором в виде рассказов, писем, вещих снов и т. д. Таков рассказ Гиппотоя о его любви к красавцу Гиперанту, рассказ старого рыбака Эгиалея о его супруге Телксиное, стихотворные вставки в виде прорицания и эпитафии.
Стиль Ксенофонта неровен: там, где он конспективен, он прост, сух и безыскусствен, в других местах он художественно своеобразен и во многом близок к традициям народной сказки, что выражается и в нарочитой простоте даваемых им образов и в частых стилистических и словесных повторах. При этом в его языке множество следов софистики.
Применяя принятые литературные стандарты по уже разработанной схеме и приукрашая их риторикой, Ксенофонт вместе с тем значительно расширил сюжет по линии введения в него бесчисленных и маловероятных приключений.

### Тексты и переводы
- Греческий текст: Erotici Scriptores graeci. Vol. I (1858)
- В «Collection Budé»: Xénophon d’Ephèse. Les Éphésiaques ou Le Roman d’Habrocomès et d’Anthia. Texte établi et traduit par G. Dalmeyda. 3e tirage 2003. XXXIX, 154 p. ISBN 978-2-251-00346-7

Русские переводы:
- Торжество супружеской любви над злосчастиями, или Приключения Аврокома и Анфии. Ефесская повесть. Сочинение Ксенофонта / Пер. с фр. В. П. — М., 1793. — 283 с.
- Ксенофонт Эфесский. Повесть о Габрокоме и Антии Архивная копия от 16 июля 2016 на Wayback Machine / Пер. с древнегреч. С. Поляковой, И. Феленковской; вступ. ст. и примеч. С. Поляковой. — М.: Гослитиздат, 1956. — 80 с. — 30000 экз.

## Исследования
- Беркова Е. А. Ксенофонт Эфесский // Античный роман. М., 1969, с. 50-63.
- Протопопова И. Ксенофонт Эфесский и поэтика иносказания Архивная копия от 19 марта 2015 на Wayback Machine. М.: РГГУ, 2001. 470 стр. ISBN 5-7281-0329-4